# Wyścig Makau WTCC 2011
Wyścig Makau WTCC 2011 – dwunasta i ostatnia runda World Touring Car Championship w sezonie 2011 i siódmy z kolei Wyścig Makau. Rozegrał się on w dniach 17-20 listopada 2011 na torze Guia Circuit w Makau będącym specjalnym regionem administracyjnym Chin. W obu wyścigach zwyciężył Robert Huff z Chevroleta.

## Lista startowa
| Nr | Kierowca            | Zespół                      | Samochód             | Klasa |
| -- | ------------------- | --------------------------- | -------------------- | ----- |
| 1  | Yvan Muller         | Chevrolet                   | Chevrolet Cruze 1.6T | M     |
| 2  | Robert Huff         | Chevrolet                   | Chevrolet Cruze 1.6T | M     |
| 3  | Gabriele Tarquini   | Lukoil – SUNRED             | SUNRED SR León 1.6T  | M     |
| 4  | Aleksiej Dudukało   | Lukoil – SUNRED             | SUNRED SR León 1.6T  | MY    |
| 5  | Norbert Michelisz   | Zengő-Dension Team          | BMW 320 TC           | MY    |
| 7  | Fredy Barth         | SEAT Swiss Racing by SUNRED | SUNRED SR León 1.6T  | MY    |
| 8  | Alain Menu          | Chevrolet                   | Chevrolet Cruze 1.6T | M     |
| 9  | Darryl O’Young      | Bamboo Engineering          | Chevrolet Cruze 1.6T | MY    |
| 10 | Yukinori Taniguchi  | Bamboo Engineering          | Chevrolet Cruze 1.6T | MY    |
| 11 | Kristian Poulsen    | Liqui Moly Team Engstler    | BMW 320 TC           | MY    |
| 12 | Franz Engstler      | Liqui Moly Team Engstler    | BMW 320 TC           | MY    |
| 15 | Tom Coronel         | ROAL Motorsport             | BMW 320 TC           | M     |
| 17 | Michel Nykjær       | SUNRED Engineering          | SUNRED SR León 1.6T  | MY    |
| 18 | Tiago Monteiro      | SUNRED Engineering          | SUNRED SR León 1.6T  | M     |
| 20 | Javier Villa        | Proteam Racing              | BMW 320 TC           | MY    |
| 23 | Philip Ma           | Proteam Racing              | BMW 320si            | MYJ   |
| 25 | Mehdi Bennani       | Proteam Racing              | BMW 320 TC           | MY    |
| 28 | Gary Kwok           | Wiechers-Sport              | BMW 320 TC           | MY    |
| 30 | Robert Dahlgren     | Polestar Racing             | Volvo C30 Drive      | M     |
| 51 | Charles Ng          | DeTeam KK Motorsport        | BMW 320 TC           | MY    |
| 52 | Joseph Rosa Merszei | Liqui Moly Team Engstler    | BMW 320si            | MYJ   |
| 66 | André Couto         | SUNRED Engineering          | SUNRED SR León 1.6T  | M     |
| 70 | Mak Ka Lok          | RPM Racing Team             | BMW 320si            | MYJ   |
| 74 | Pepe Oriola         | SUNRED Engineering          | SUNRED SR León 1.6T  | MY    |
| 75 | Felipe De Souza     | Corsa Motorsport            | Chevrolet Lacetti    | MYJ   |
| 76 | Kuok Io Keong       | Corsa Motorsport            | Chevrolet Lacetti    | MYJ   |
| 77 | Lo Ka Chun          | 778 Auto Sport              | Peugeot 308          | MYJ   |
| Nr | Kierowca            | Zespół                      | Samochód             | Klasa |

| Symbol | Klasa                                   |
| ------ | --------------------------------------- |
| M      | Producent (Manufacturers' Championship) |
| Y      | Niezależny (Yokohama Trophy)            |
| J      | Specyfikacja 2010 (Jay-Ten Trophy)      |

## Wyniki

### Sesje treningowe
| Sesja | Nr | Kierowca    | Zespół    | Samochód             | Czas     | Okr. |
| ----- | -- | ----------- | --------- | -------------------- | -------- | ---- |
| 1     | 8  | Alain Menu  | Chevrolet | Chevrolet Cruze 1.6T | 2:44,272 | 9    |
| 2     | 2  | Robert Huff | Chevrolet | Chevrolet Cruze 1.6T | 2:32,268 | 7    |

### Kwalifikacje
| Poz.    | Nr      |         | Kierowca            | Zespół                   | Samochód             | Q1       | Q2        | Poz. s. R1 | Poz. s. R2 |
| II etap | II etap | II etap | II etap             | II etap                  | II etap              | II etap  | II etap   | II etap    | II etap    |
| ------- | ------- | ------- | ------------------- | ------------------------ | -------------------- | -------- | --------- | ---------- | ---------- |
| 1       | 2       |         | Robert Huff         | Chevrolet                | Chevrolet Cruze 1.6T | 2:34,224 | 2:30,881  | 1          | 3          |
| 2       | 1       |         | Yvan Muller         | Chevrolet                | Chevrolet Cruze 1.6T | 2:33,353 | 2:31,149  | 2          | 8          |
| 3       | 3       |         | Gabriele Tarquini   | Lukoil – SUNRED          | SUNRED SR León 1.6T  | 2:34,085 | 2:32,147  | 3          | 5          |
| 4       | 9       | Y       | Darryl O’Young      | Bamboo Engineering       | Chevrolet Cruze 1.6T | 2:33,177 | 2:32,519  | 4          | 20         |
| 5       | 15      |         | Tom Coronel         | ROAL Motorsport          | BMW 320 TC           | 2:34,171 | 2:33,825  | 5          | 4          |
| 6       | 25      | Y       | Mehdi Bennani       | Proteam Racing           | BMW 320 TC           | 2:33,976 | 2:34,355  | 6          | 6          |
| 7       | 66      |         | André Couto         | SUNRED Engineering       | SUNRED SR León 1.6T  | 2:33,954 | 2:34,363  | 7          | 7          |
| 8       | 17      | Y       | Michel Nykjær       | SUNRED Engineering       | SUNRED SR León 1.6T  | 2:34,232 | 2:34,498  | 8          | 2          |
| 9       | 12      | Y       | Franz Engstler      | Liqui Moly Team Engstler | BMW 320 TC           | 2:34,232 | 2:34,876  | 9          | 1          |
| 10      | 30      |         | Robert Dahlgren     | Polestar Racing          | Volvo C30 Drive      | 2:32,881 | 16:15,994 | [ 2 ]      | [ 2 ]      |
| I etap  |         |         |                     |                          |                      |          |           |            |            |
| 11      | 18      |         | Tiago Monteiro      | SUNRED Engineering       | SUNRED SR León 1.6T  | 2:34,320 | –         | 10         | 9          |
| 12      | 5       | Y       | Norbert Michelisz   | Zengő-Dension Team       | BMW 320 TC           | 2:34,526 | –         | 11         | 10         |
| 13      | 8       |         | Alain Menu          | Chevrolet                | Chevrolet Cruze 1.6T | 2:34,804 | –         | 12         | 21         |
| 14      | 11      | Y       | Kristian Poulsen    | Liqui Moly Team Engstler | BMW 320 TC           | 2:35,131 | –         | 13         | 11         |
| 15      | 20      | Y       | Javier Villa        | Proteam Racing           | BMW 320 TC           | 2:35,321 | –         | 14         | 12         |
| 16      | 74      | Y       | Pepe Oriola         | SUNRED Engineering       | SUNRED SR León 1.6T  | 2:35,466 | –         | 15         | 13         |
| 17      | 4       | Y       | Aleksiej Dudukało   | Lukoil – SUNRED          | SUNRED SR León 1.6T  | 2:36,694 | –         | 16         | 14         |
| 18      | 51      | Y       | Charles Ng          | DeTeam KK Motorsport     | BMW 320 TC           | 2:39,822 | –         | 17         | 15         |
| 19      | 28      | Y       | Gary Kwok           | Wiechers-Sport           | BMW 320 TC           | 2:41,598 | –         | 18         | 22         |
| 20      | 52      | Y       | Joseph Rosa Merszei | Liqui Moly Team Engstler | BMW 320si            | 2:42,042 | –         | 19         | 16         |
|         | 70      | Y       | Mak Ka Lok          | RPM Racing Team          | BMW 320si            | 2:43,810 | –         | 20         | 17         |
|         | 75      | Y       | Felipe De Souza     | Corsa Motorsport         | Chevrolet Lacetti    | 2:44,720 | –         | 21         | 18         |
|         | 23      | Y       | Philip Ma           | Proteam Racing           | BMW 320si            | 2:48,067 | –         | 22         | 19         |
|         | 76      | Y       | Kuok Io Keong       | Corsa Motorsport         | Chevrolet Lacetti    | 3:30,984 | –         | [ 2 ]      | [ 2 ]      |
| Poz.    | Nr      |         | Kierowca            | Zespół                   | Samochód             | Q1       | Q2        | Poz. s. R1 | Poz. s. R2 |

#### Warunki atmosferyczne[2]
| Temperatura toru      | 27/26 °C |
| Temperatura powietrza | 25 °C    |
| Słońce                | nie      |
| Opady deszczu         | nie      |
| Sucho                 |          |

### Wyścig 1
| Poz.              | +/- | Nr |   | Kierowca            | Zespół                      | Samochód             | Okr. | Czas/Strata | Pkt. | Komentarz                  |
| ----------------- | --- | -- | - | ------------------- | --------------------------- | -------------------- | ---- | ----------- | ---- | -------------------------- |
| 1                 |     | 2  |   | Robert Huff         | Chevrolet                   | Chevrolet Cruze 1.6T | 11   | 35:01,903   | 25   |                            |
| 2                 |     | 1  |   | Yvan Muller         | Chevrolet                   | Chevrolet Cruze 1.6T | 11   | +1,016      | 18   |                            |
| 3                 |     | 3  |   | Gabriele Tarquini   | Lukoil – SUNRED             | SUNRED SR León 1.6T  | 11   | +6,666      | 15   |                            |
| 4                 | 1   | 15 |   | Tom Coronel         | ROAL Motorsport             | BMW 320 TC           | 11   | +8,239      | 12   |                            |
| 5                 | 3   | 17 | Y | Michel Nykjær       | SUNRED Engineering          | SUNRED SR León 1.6T  | 11   | +10,778     | 10   |                            |
| 6                 | 3   | 12 | Y | Franz Engstler      | Liqui Moly Team Engstler    | BMW 320 TC           | 11   | +11,165     | 8    |                            |
| 7                 | 6   | 11 | Y | Kristian Poulsen    | Liqui Moly Team Engstler    | BMW 320 TC           | 11   | +11,860     | 6    |                            |
| 8                 | 3   | 5  | Y | Norbert Michelisz   | Zengő-Dension Team          | BMW 320 TC           | 11   | +12,049     | 4    |                            |
| 9                 | 3   | 25 | Y | Mehdi Bennani       | Proteam Racing              | BMW 320 TC           | 11   | +14,149     | 2    |                            |
| 10                | 5   | 74 | Y | Pepe Oriola         | SUNRED Engineering          | SUNRED SR León 1.6T  | 11   | +16,940     | 1    |                            |
| 11                | 3   | 20 | Y | Javier Villa        | Proteam Racing              | BMW 320 TC           | 11   | +17,136     |      |                            |
| 12                | 2   | 18 |   | Tiago Monteiro      | SUNRED Engineering          | SUNRED SR León 1.6T  | 11   | +21,775     |      |                            |
| 13                | 4   | 51 | Y | Charles Ng          | DeTeam KK Motorsport        | BMW 320 TC           | 11   | +41,256     |      |                            |
| 14                | 5   | 52 | Y | Joseph Rosa Merszei | Liqui Moly Team Engstler    | BMW 320si            | 11   | +46,447     |      |                            |
| 15                | 6   | 75 | Y | Felipe De Souza     | Corsa Motorsport            | Chevrolet Lacetti    | 9    | +2 okr.     |      |                            |
| 16                | 2   | 28 | Y | Gary Kwok           | Wiechers-Sport              | BMW 320 TC           | 8    | +3 okr.     |      |                            |
| Niesklasyfikowani |     |    |   |                     |                             |                      |      |             |      |                            |
|                   |     | 4  | Y | Aleksiej Dudukało   | Lukoil – SUNRED             | SUNRED SR León 1.6T  | 7    |             |      | kolizja z barierą          |
|                   |     | 23 | Y | Philip Ma           | Proteam Racing              | BMW 320si            | 7    |             |      | kolizja z Ka Lokiem        |
|                   |     | 70 | Y | Mak Ka Lok          | RPM Racing Team             | BMW 320si            | 7    |             |      | kolizja z Ma               |
|                   |     | 9  | Y | Darryl O’Young      | Bamboo Engineering          | Chevrolet Cruze 1.6T | 4    |             |      | kolizja z Bennanim         |
|                   |     | 66 |   | André Couto         | SUNRED Engineering          | SUNRED SR León 1.6T  | 1    |             |      | kolizja z Menu             |
|                   |     | 8  |   | Alain Menu          | Chevrolet                   | Chevrolet Cruze 1.6T | 1    |             |      | kolizja z Couto            |
| Nie wystartowali  |     |    |   |                     |                             |                      |      |             |      |                            |
|                   |     | 7  | Y | Fredy Barth         | SEAT Swiss Racing by SUNRED | SUNRED SR León 1.6T  | –    |             |      | wypadek w 2 treningu       |
|                   |     | 10 | Y | Yukinori Taniguchi  | Bamboo Engineering          | Chevrolet Cruze 1.6T | –    |             |      | uszkodzenia z Wyścigu Chin |
|                   |     | 30 |   | Robert Dahlgren     | Polestar Racing             | Volvo C30 Drive      | –    |             |      | wypadek w kwalifikacjach   |
|                   |     | 76 | Y | Kuok Io Keong       | Corsa Motorsport            | Chevrolet Lacetti    | –    |             |      |                            |
| Wykluczeni        |     |    |   |                     |                             |                      |      |             |      |                            |
|                   |     | 77 | Y | Lo Ka Chun          | 778 Auto Sport              | Peugeot 308          |      |             |      | [ 3 ]                      |
| Poz.              | +/- | Nr |   | Kierowca            | Zespół                      | Samochód             | Okr. | Czas/Strata | Pkt. | Komentarz                  |

#### Najszybsze okrążenie
| Nr | Kierowca    | Zespół    | Samochód             | Czas     | Okr. |
| -- | ----------- | --------- | -------------------- | -------- | ---- |
| 1  | Yvan Muller | Chevrolet | Chevrolet Cruze 1.6T | 2:32,146 | 5    |

#### Warunki atmosferyczne[2]
| Temperatura toru      | 27 °C |
| Temperatura powietrza | 24 °C |
| Słońce                | nie   |
| Opady deszczu         | nie   |
| Sucho                 |       |

### Wyścig 2
| Poz.              | +/- | Nr |   | Kierowca            | Zespół                      | Samochód             | Okr. | Czas/Strata | Pkt. | Komentarz                  |
| ----------------- | --- | -- | - | ------------------- | --------------------------- | -------------------- | ---- | ----------- | ---- | -------------------------- |
| 1                 | 2   | 2  |   | Robert Huff         | Chevrolet                   | Chevrolet Cruze 1.6T | 11   | 33:23,773   | 25   |                            |
| 2                 | 2   | 15 |   | Tom Coronel         | ROAL Motorsport             | BMW 320 TC           | 11   | +4,680      | 18   |                            |
| 3                 | 5   | 1  |   | Yvan Muller         | Chevrolet                   | Chevrolet Cruze 1.6T | 11   | +8,695      | 15   |                            |
| 4                 | 1   | 3  |   | Gabriele Tarquini   | Lukoil – SUNRED             | SUNRED SR León 1.6T  | 11   | +9,047      | 12   |                            |
| 5                 | 3   | 17 | Y | Michel Nykjær       | SUNRED Engineering          | SUNRED SR León 1.6T  | 11   | +10,718     | 10   |                            |
| 6                 |     | 25 | Y | Mehdi Bennani       | Proteam Racing              | BMW 320 TC           | 11   | +11,066     | 8    |                            |
| 7                 | 6   | 12 | Y | Franz Engstler      | Liqui Moly Team Engstler    | BMW 320 TC           | 11   | +12,241     | 6    |                            |
| 8                 | 1   | 18 |   | Tiago Monteiro      | SUNRED Engineering          | SUNRED SR León 1.6T  | 11   | +15,126     | 4    |                            |
| 9                 | 1   | 5  | Y | Norbert Michelisz   | Zengő-Dension Team          | BMW 320 TC           | 11   | +16,686     | 2    |                            |
| 10                | 2   | 20 | Y | Javier Villa        | Proteam Racing              | BMW 320 TC           | 11   | +16,950     | 1    |                            |
| 11                | 2   | 74 | Y | Pepe Oriola         | SUNRED Engineering          | SUNRED SR León 1.6T  | 11   | +19,640     |      |                            |
| 12                | 8   | 9  | Y | Darryl O’Young      | Bamboo Engineering          | Chevrolet Cruze 1.6T | 11   | +20,088     |      |                            |
| 13                | 2   | 11 | Y | Kristian Poulsen    | Liqui Moly Team Engstler    | BMW 320 TC           | 11   | +22,457     |      |                            |
| 14                | 1   | 51 | Y | Charles Ng          | DeTeam KK Motorsport        | BMW 320 TC           | 11   | +39,267     |      |                            |
| 15                | 1   | 52 | Y | Joseph Rosa Merszei | Liqui Moly Team Engstler    | BMW 320si            | 11   | +1:02,249   |      |                            |
| 16                | 3   | 23 | Y | Philip Ma           | Proteam Racing              | BMW 320si            | 8    | +3 okr.     |      |                            |
| Niesklasyfikowani |     |    |   |                     |                             |                      |      |             |      |                            |
|                   |     | 70 | Y | Mak Ka Lok          | RPM Racing Team             | BMW 320si            | 7    |             |      | kolizja z De Souzą         |
|                   |     | 75 | Y | Felipe De Souza     | Corsa Motorsport            | Chevrolet Lacetti    | 6    |             |      | kolizja z Ka Lokiem        |
|                   |     | 28 | Y | Gary Kwok           | Wiechers-Sport              | BMW 320 TC           | 2    |             |      | kolizja z barierą          |
|                   |     | 66 |   | André Couto         | SUNRED Engineering          | SUNRED SR León 1.6T  | 1    |             |      | silnik                     |
| Nie wystartowali  |     |    |   |                     |                             |                      |      |             |      |                            |
|                   |     | 4  | Y | Aleksiej Dudukało   | Lukoil – SUNRED             | SUNRED SR León 1.6T  | –    |             |      | uszkodzenia z wyścigu 1    |
|                   |     | 7  | Y | Fredy Barth         | SEAT Swiss Racing by SUNRED | SUNRED SR León 1.6T  | –    |             |      | wypadek w 2 treningu       |
|                   |     | 8  |   | Alain Menu          | Chevrolet                   | Chevrolet Cruze 1.6T | –    |             |      | uszkodzenia z wyścigu 1    |
|                   |     | 10 | Y | Yukinori Taniguchi  | Bamboo Engineering          | Chevrolet Cruze 1.6T | –    |             |      | uszkodzenia z Wyścigu Chin |
|                   |     | 30 |   | Robert Dahlgren     | Polestar Racing             | Volvo C30 Drive      | –    |             |      | wypadek w kwalifikacjach   |
|                   |     | 76 | Y | Kuok Io Keong       | Corsa Motorsport            | Chevrolet Lacetti    | –    |             |      |                            |
| Wykluczeni        |     |    |   |                     |                             |                      |      |             |      |                            |
|                   |     | 77 | Y | Lo Ka Chun          | 778 Auto Sport              | Peugeot 308          |      |             |      | [ 3 ]                      |
| Poz.              | +/- | Nr |   | Kierowca            | Zespół                      | Samochód             | Okr. | Czas/Strata | Pkt. | Komentarz                  |

#### Najszybsze okrążenie
| Nr | Kierowca    | Zespół    | Samochód             | Czas     | Okr. |
| -- | ----------- | --------- | -------------------- | -------- | ---- |
| 2  | Robert Huff | Chevrolet | Chevrolet Cruze 1.6T | 2:32,173 | 9    |

#### Warunki atmosferyczne[2]
| Temperatura toru      | 27 °C |
| Temperatura powietrza | 24 °C |
| Słońce                | nie   |
| Opady deszczu         | nie   |
| Sucho                 |       |

## Klasyfikacja po rundzie

### Kierowcy
| Poz.              | +/- | Kierowca            | Starty | Punkty | P1 | P2 | P3 | PP | NO | NS | DK | NW |
| ----------------- | --- | ------------------- | ------ | ------ | -- | -- | -- | -- | -- | -- | -- | -- |
| 1                 |     | Yvan Muller         | 24     | 433    | 8  | 8  | 3  | 4  | 8  | 1  | –  | –  |
| 2                 |     | Robert Huff         | 24     | 430    | 8  | 6  | 4  | 5  | 9  | –  | –  | –  |
| 3                 |     | Alain Menu          | 23     | 323    | 5  | 4  | 4  | 5  | 2  | 2  | –  | 1  |
| 4                 |     | Tom Coronel         | 23     | 233    | 1  | 3  | 1  | 1  | 1  | 2  | –  | 1  |
| 5                 |     | Gabriele Tarquini   | 24     | 204    | 1  | 1  | 4  | 1  | –  | 4  | –  | –  |
| 6                 |     | Tiago Monteiro      | 23     | 117    | –  | –  | 3  | 1  | –  | 6  | –  | 1  |
| 7                 |     | Kristian Poulsen    | 24     | 112    | –  | –  | 1  | –  | –  | 3  | –  | –  |
| 8                 | 1   | Franz Engstler      | 24     | 88     | 1  | –  | 1  | 3  | –  | 3  | –  | –  |
| 9                 | 1   | Norbert Michelisz   | 22     | 88     | –  | 1  | –  | –  | 2  | 3  | –  | –  |
| 10                | 1   | Michel Nykjær       | 23     | 86     | –  | –  | 1  | 1  | –  | 2  | –  | 1  |
| 11                | 1   | Robert Dahlgren     | 22     | 72     | –  | –  | –  | –  | 1  | 2  | –  | 2  |
| 12                |     | Javier Villa        | 24     | 59     | –  | –  | 1  | –  | 1  | 2  | –  | –  |
| 13                |     | Colin Turkington    | 6      | 46     | –  | 1  | –  | –  | –  | –  | –  | –  |
| 14                |     | Darryl O’Young      | 24     | 43     | –  | –  | –  | 1  | –  | 5  | –  | –  |
| 15                |     | Carlos "Cacá" Bueno | 2      | 25     | –  | –  | 1  | –  | –  | –  | –  | –  |
| 16                |     | Mehdi Bennani       | 23     | 24     | –  | –  | –  | 1  | –  | 3  | –  | 1  |
| 17                |     | Stefano D'Aste      | 6      | 12     | –  | –  | –  | 1  | –  | –  | –  | –  |
| 18                |     | Pepe Oriola         | 24     | 11     | –  | –  | –  | –  | –  | 1  | –  | –  |
| 19                |     | Fredy Barth         | 20     | 7      | –  | –  | –  | –  | –  | 7  | –  | 4  |
| 20                |     | Yukinori Taniguchi  | 21     | 6      | –  | –  | –  | –  | –  | –  | 1  | 3  |
| 21                |     | Aleksiej Dudukało   | 23     | 4      | –  | –  | –  | –  | –  | 5  | –  | 1  |
| 22                |     | Charles Ng          | 6      | 1      | –  | –  | –  | –  | –  | –  | –  | –  |
| 23                |     | Masaki Kanō         | 2      | 0      | –  | –  | –  | –  | –  | –  | –  | –  |
| 24                |     | Toshihiro Arai      | 2      | 0      | –  | –  | –  | –  | –  | –  | –  | –  |
| 25                |     | Fabio Fabiani       | 16     | 0      | –  | –  | –  | –  | –  | 2  | 2  | 2  |
| 26                |     | İbrahim Okyay       | 4      | 0      | –  | –  | –  | –  | –  | –  | –  | –  |
| 27                |     | Dawid Sigaczew      | 2      | 0      | –  | –  | –  | –  | –  | –  | –  | –  |
| 28                |     | Joseph Rosa Merszei | 2      | 0      | –  | –  | –  | –  | –  | –  | –  | –  |
| 29                | 1   | Marchy Lee          | 5      | 0      | –  | –  | –  | –  | –  | 1  | –  | 1  |
| 30                | 1   | Urs Sonderegger     | 6      | 0      | –  | –  | –  | –  | –  | 1  | –  | 2  |
| 31                |     | Felipe De Souza     | 2      | 0      | –  | –  | –  | –  | –  | 1  | –  | –  |
| 32                | 2   | Philip Ma           | 4      | 0      | –  | –  | –  | –  | –  | 1  | –  | –  |
| 33                |     | Gary Kwok           | 2      | 0      | –  | –  | –  | –  | –  | 1  | –  | –  |
| 34                | 3   | Hiroki Yoshimoto    | 2      | 0      | –  | –  | –  | –  | –  | 1  | –  | –  |
| Niesklasyfikowani |     |                     |        |        |    |    |    |    |    |    |    |    |
| –                 |     | Mak Ka Lok          | 2      | –      | –  | –  | –  | –  | –  | 2  | –  | –  |
| –                 |     | André Couto         | 2      | –      | –  | –  | –  | –  | –  | 2  | –  | –  |
| –                 |     | Kuok Io Keong       | 0      | –      | –  | –  | –  | –  | –  | –  | –  | 2  |
| –                 |     | Lo Ka Chun          | 0      | –      | –  | –  | –  | –  | –  | –  | 2  | –  |
| Poz.              | +/- | Kierowca            | Starty | Punkty | P1 | P2 | P3 | PP | NO | NS | DK | NW |

### Producenci
| Poz. | +/- | Producent                      | Starty | Punkty | P1 | P2 | P3 | PP | NO | NS | DK | NW |
| ---- | --- | ------------------------------ | ------ | ------ | -- | -- | -- | -- | -- | -- | -- | -- |
| 1    |     | Chevrolet                      | 24     | 973    | 21 | 18 | 12 | 15 | 19 | 9  | 1  | 6  |
| 2    |     | BMW Customer Racing Teams      | 24     | 583    | 2  | 5  | 4  | 6  | 4  | 24 | 2  | 9  |
| 3    |     | SR Customer Racing             | 24     | 522    | 1  | 1  | 8  | 3  | –  | 28 | –  | 4  |
| 4    |     | Volvo Polestar Evaluation Team | 22     | 154    | –  | –  | –  | –  | 1  | 2  | –  | 2  |
| Poz. | +/- | Producent                      | Starty | Punkty | P1 | P2 | P3 | PP | NO | NS | DK | NW |